# Йордан Бакалов
Йордан Иванов Бакалов е български инженер и политик от СДС Народен представител от листата на Синята коалиция в XXXVIII, XXXIX, XL и XLI народно събрание. Председател на ПГ на ОДС в XL НС. Служебен вътрешен министър от 6 август до 7 ноември 2014.

## Биография
Йордан Бакалов е роден на 1 септември 1960 година в град Асеновград, България. По образование е инженер-металург. Работил е като научен сътрудник в института по цветни метали „Инженеринг“ ЕООД и е бил началник-цех в „Балканкар рекорд“ – Пловдив.
През 2000 година Бакалов става председател на Областния съвет на СДС в Пловдив, преизбран през 2002 година. От 2004 година е член на Националния изпълнителен съвет на СДС. За няколко месеца през 2015 г. е начело на служба „Военна информация“.

### Парламентарна дейност
- XL народно събрание – член (11 юли 2005 – 25 юни 2009)
- Парламентарна група на ОДС – СДС, ДП, Движение „Гергьовден“, БЗНС, НС-БЗНС – член (11 юли 2005 – 22 ноември 2007)
- Парламентарна група на ОДС – СДС, ДП, Движение „Гергьовден“, БЗНС, НС-БЗНС – председател на ПГ (22 ноември 2007 – 25 юни 2009)
- Комисия по вътрешна сигурност и обществен ред – член (24 август 2005 – 25юни 2009)
- Комисия по жалбите и петициите на гражданите – председател (24 август 2005 – 19 септември 2008)
- Комисия по икономическата политика – член (19 септември 2008 – 25 юни 2009)
- Постоянна подкомисия за контрол върху работата на службите за сигурност и на службите за обществен ред – член (5 април 2006 – 25 юни 2009)

#### Декларации
- Декларация на Йордан Иванов Бакалов по Закона за публичност на имуществото на лица, заемащи висши държавни длъжности (2011)
- Декларация на Йордан Иванов Бакалов по Закона за публичност на имуществото на лица, заемащи висши държавни длъжности (2008)
- Декларация на Йордан Иванов Бакалов по Закона за публичност на имуществото на лица, заемащи висши държавни длъжности (2007)

#### Внесени законопроекти
- Законопроект за изменение и допълнение на Закона за администрацията (петък, 24 февруари 2012)
- Законопроект за изменение и допълнение на Закона за защита на конкуренцията (петък, 17 февруари 2012)
- Законопроект за изменение и допълнение на Закона за стоковите борси и тържища (четвъртък, 2 февруари 2012)
- Законопроект за изменение и допълнение на Закона за данък върху добавената стойност (сряда, 21 декември 2011)
- Законопроект за изменение и допълнение на Закона за Министерството на вътрешните работи (сряда, 9 ноември 2011)
- Законопроект за изменение и допълнение на Закона за данък върху добавената стойност (сряда, 13 юли 2011)
- Законопроект за изменение и допълнение на Закона за контрол върху наркотичните вещества и прекурсорите (сряда, 16 февруари 2011)
- Законопроект за изменение и допълнение на Закона за контрол върху наркотичните вещества и прекурсорите (петък, 4 февруари 2011)
- Законопроект за изменение и допълнение на Закона за защита на класифицираната информация (четвъртък, 3 февруари 2011)
- Законопроект за изменение и допълнение на Закона за достъп и разкриване на документите и за обявяване на принадлежност на български граждани към Държавна сигурност и разузнавателните служби на Българската народна армия (петък, 17 декември 2010)
- Законопроект за изменение и допълнение на Закона за дипломатическата служба (сряда, 15 декември 2010)
- Законопроект за изменение и допълнение на Закона за горите (четвъртък, 18 февруари 2010)
- Законопроект за изменение и допълнение на Закона за устройство на територията (четвъртък, 18 февруари 2010)
- Законопроект за изменение и допълнение на Закона за собствеността и ползването на земеделските земи (четвъртък, 18 февруари 2010)
- Законопроект за изменение и допълнение на Закона за храните (сряда, 24 февруари 2010)
- Законопроект за изменение и допълнение на Закона за опазване на земеделските земи (четвъртък, 18 февруари 2010)
- Законопроект за изменение и допълнение на Закона за данък върху добавената стойност (сряда, 26 август 2009)

#### Парламентарни питания
- Въпрос към Цветан Цветанов, Заместник министър-председател и министър на вътрешните работи относно дейността на Центъра за превенция и противодействие на корупцията и организираната престъпност (петък, 24 февруари 2012)
- Въпрос към Стефан Константинов, Министър на здравеопазването относно развитието на курорт „Нареченски бани“ (петък, 11 март 2011)
- Въпрос към Стефан Константинов, Министър на здравеопазването относно развитието на курорт „Нареченски бани“ (петък, 18 февруари 2011)
- Въпрос към Мирослав Найденов, Министър на земеделието и храните относно стратегията за развитие на поливното земеделие в България (петък, 11 юни 2010)
- Въпрос към Росен Плевнелиев, Министър на регионалното развитие и благоустройството относно нарушаване на правата на българските граждани като потребители от доставчиците на водоснабдителни услуги (петък, 26 февруари 2010)